# 19224 Оросей
19224 Оросей (19224 Orosei) — астероїд головного поясу, відкритий 15 вересня 1993 року.
Тіссеранів параметр щодо Юпітера — 3,602.